# Telefonvorwahl (Griechenland)

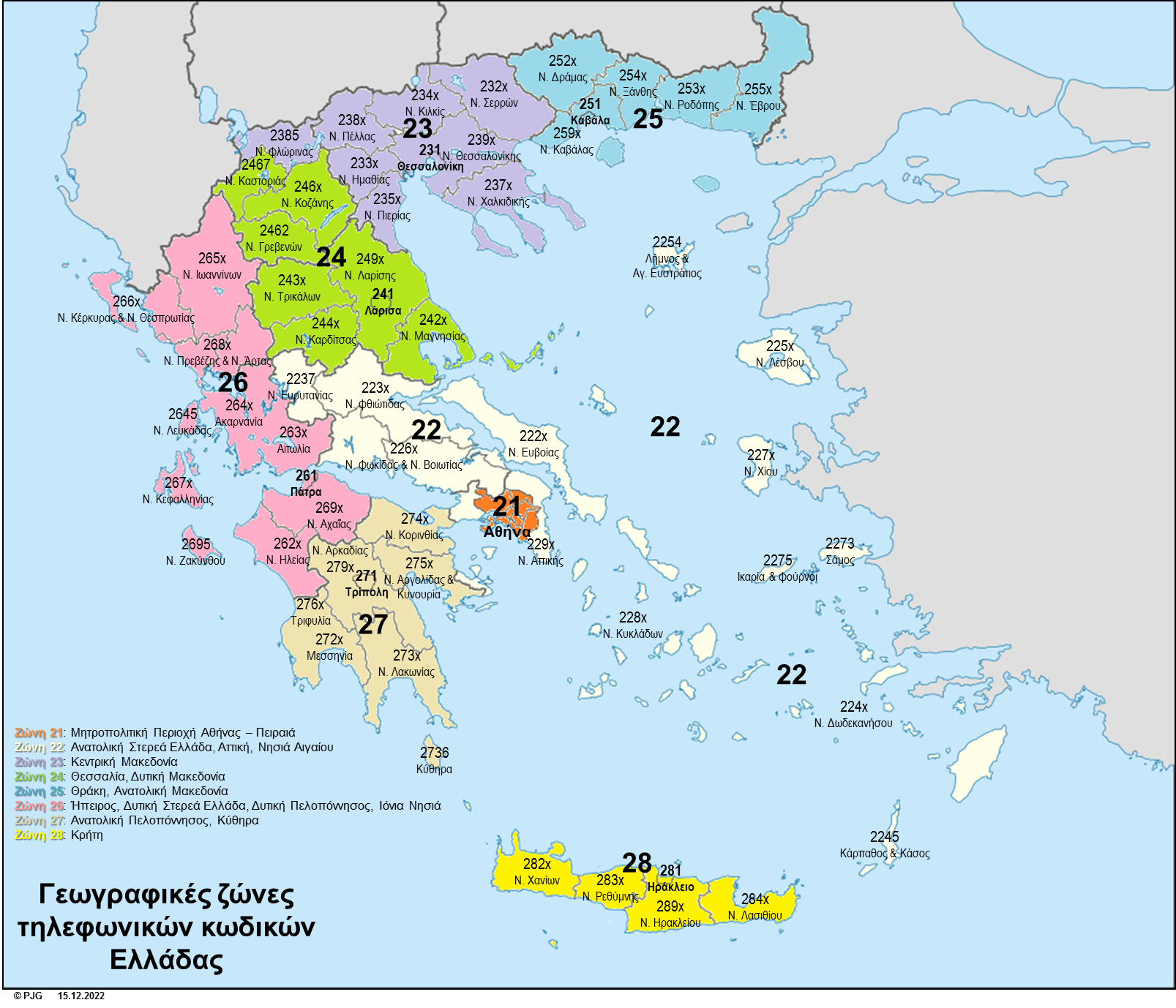
Karte der griechischen Festnetzvorwahlen

Die Telefonvorwahlen in Griechenland umfassen Vorwahlnummern für das Festnetz und das Mobilnetz sowie Sonderrufnummern in Griechenland.

## Zusammensetzung
Die Telefonnummern in Griechenland setzen sich aus der Ländervorwahl (+30), der führenden Ziffer (z. B. eine 2 für das Festnetz oder eine 6 für Mobiltelefone), der Ortsvorwahl und der individuellen Nummer des jeweiligen Telefonanschlusses zusammen.
Daraus ergibt sich dann beispielsweise für Athen +30 21 x xxxxxxx oder für Thessaloniki +30 231 x xxxxxx.
Innerhalb Griechenlands kann die Ländervorwahl weggelassen werden.